# Ахмеров, Антон Юрьевич
Антон Юрьевич Ахмеров (род. 22 июня 1989) — российский хоккеист с мячом, 
вратарь ХК «Волга».

## Карьера
А. Ю. Ахмеров начал играть в хоккей с мячом Красноярске, но начал свою игровую карьеру в Красногорске. В основную команду попал в сезоне 2009/10 года, хотя и до этого числился в клубе. В конце 2015 года перешёл в ХК "Волга" (Ульяновск).
Привлекается в молодёжные сборные.

## Достижения
- Чемпион мира среди молодёжных команд U-23 - 2011
- Чемпион мира среди юношей - 2005
- Чемпион мира среди юниоров - 2008
- Вице-чемпион России - 2010, 2013
- Бронзовый призёр чемпионата России - 2011, 2012
- Обладатель Кубка мира - 2012

- Обладатель юношеского Кубка мира - 2006, 2007 (в составе «Зоркого»)

- В "Списке 22 лучших игроков сезона" - 2011